# بورس فيان
ولد بورس فيان بتاريخ 10 آذار/مارس 1920 بمدينة فيل دافري في أقليم السين والواز (المسمّى اليوم أعالي السين) وتوفّى بتاريخ 23 يونيو/حزيران 1959 في الدّائرة السابعة في باريس وهو كاتب فرنسي وشاعر وشاعر غنائي ومغنّي وناقد وموسيقي جاز (عازف بوق) وهو أيضًا كاتب سيناريوهات ومترجم من اللغة الانجليزيّة ومحاضر وممثل ورسّام ومهندس متخرّج من المدرسة المركزيّة بباريس (الدّفعة 42B).
لقد نشر بورس فيان، تحت إسمه الفنّي فرنون سوليفان، عدّة روايات أمريكيّة الأسلوب منها سأبصق على قبوركم الّذي أثار ضجّة كبيرة ومنع. وقد نشر أعماله تحت أسامٍ فنيّة أخرى، أحيانًا على شكل لفظ مقلوب، لإمضاء عدد كبيرٍ من المؤلّفات.
تناول بورس فيان جميع الفئات الأدبيّة، الشعر والمقالة والقصة والمسرحيّة والسيناريو، فإنّ أثره الأدبي مصدر غنيٌّ مازلنا نكتشف فيه نصوصًا جديدة في القرن الواحد والعشرين. لكّن تأريخ سيرته الذاتيّة أمرٌ غاية في الصعوبة لأنّه لم يكن دائمًا يؤرّخ نصوصه هو نفسه. وبذلك، لا يعطِ نوال ارنو، في كتابه حيوات بورس فيان المتوازية، وكلود رمال، الّذان بحثا الموضوع بحثًا دقيقًا، نفس التواريخ الّتي يعطيها أقرباء الكاتب فيما يخص بعض الأعمال، لاسيّما مئة سونيته.
هو أيضًا صاحب لوحات ورسومات ورسومات أوّليّة عرضت لأوّل مرّة سنة 1946 في ملحق من المجلة الفرنسية الجديدة.

## حياته

### النشأة
وُلد فيان في عام 1920 في عائلة من الطبقة المتوسطة العليا في ضاحية فيل دافراي الباريسية الغنية (أوت دو سين)، لوالديه بول فيان، مستأجر شاب وإيفون رافينيز، عازفة البيانو والقيثارة الهاوية. ورث فيان من والده عدم الثقة في الكنيسة والجيش، وحب الحياة البوهيمية أيضًا. كان فيان الابن الثاني من بين أربعة أطفال: الآخرون هم ليليو (1918-1984) وألين (1921-1995) ونينون (1924-2003). شغلت الأسرة فيلا لي فافتيس. اختارت إيفون اسم «بوريس»، وهو مُحب الموسيقى الكلاسيكية الشره، بوريس غودونوف، بعد مشاهدة عرض في دار الأوبرا من تأليف موسورسكي.
تميزت طفولة بوريس اللاحقة بالمرض أيضًا حيث عانى من الحمى الروماتيزمية عندما كان في الثانية عشرة من عمره. منذ ذلك الحين، أصبح والدا بوريس مفرطين في الحماية تجاهه، وسيتهمهم لاحقًا بالقسوة بسبب هذا في كتاب العشب الأحمر وكتاب خاطفي القلوب.

### التعليم الرسمي وسنوات المراهقة
منذ عام 1932 وحتى عام 1937، درس فيان في مدرسة هوش في فرساي. في عام 1936، بدأ فيان وشقيقاه في تنظيم ما أطلقوا عليه (الحفلات المفاجئة). وقد شاركوا في المسكالين في شكل صبار مكسيكي يُدعى البيوت. أصبحت هذه التجمعات أساسًا لرواياته المبكرة: اضطراب في المساحات (1943) وفيركوكين والعوالق (1943-1944). اهتم فيان بموسيقى الجاز أيضًا في عام 1936. بدأ في العام التالي اللعب على البوق وانضم إلى المجموعة الموسيقية نادي فرنسا الجديد.
في عام 1937، تخرج فيان من مدرسة هوش، حاصلًا على بكالوريا في الرياضيات والفلسفة واللغة اللاتينية واللغة اليونانية واللغة الألمانية. سجل بعد ذلك في مدرسة كوندورسيت بباريس، حيث درس الرياضيات الخاصة حتى عام 1939. أصبح فيان منغمسًا بالكامل في مسرح موسيقى الجاز الفرنسية: على سبيل المثال، في عام 1939، ساعد في تنظيم الحفل الثاني لديوك إلينغتون في فرنسا. عندما بدأت الحرب العالمية الثانية، لم يُقبل فيان في الجيش بسبب الحالة الصحية السيئة. التحق بالمدرسة المركزية للفنون والصناعات في باريس وانتقل بعد ذلك إلى أنغوليم عندما نُقلت المدرسة إلى هناك بسبب الحرب.
في عام 1940، التقى فيان بميشيل ليغليز، التي أصبحت زوجته في عام 1941. درّست ميشيل اللغة الإنجليزية لفيان وقدمت له ترجمات في الأدب الأمريكي. أيضًا في عام 1940، التقى فيان بجاك لوستالوت، الذي أصبح شخصية متكررة في العديد من الروايات المبكرة والقصص القصيرة تحت اسم «العقيد». تُوفي لوستالوت صدفةً في عام 1949 ساقطًا من مبنى في محاولة للتسلق عليه للدخول في شقة بجوار النافذة، بعد الرهان. في عام 1942، انضم فيان وإخوته إلى أوركسترا موسيقى الجاز تحت إشراف كلود آبادي، الذي أصبح شخصية ثانوية في رواية فيركوكين والعوالق. في نفس العام، تخرج فيان من المدرسة المركزية بشهادة في علم المعادن، ووُلد ابنه باتريك.

### السنوات اللاحقة
شهد عام 1948 ولادة ابنة فيان، كارول. واصل مسيرته الأدبية بكتابة روايات فيرنون سوليفان، كما نشر مجموعات شعرية: ملخص بارنوم (1948) وكانتلينا في هلام (1949). بدأ فيان أيضًا في كتابة المسرحيات، أولها، مذبحة الجميع، قُدمت على المسرح في العام الذي كُتبت فيه، عام 1950. شهد في نفس العام نشر رواية فيان الرئيسية الثالثة، العشب الأحمر. كانت هذه قصة أكثر ظلامًا بكثير من سابقاتها، تركزت على رجل قام ببناء آلة عملاقة يمكنها مساعدته على التحليل النفسي لروحه. مثل الكتابين السابقين، لم تُبع بشكل جيد. ازداد وضع فيان المالي سوءًا بشكل مطرد منذ أواخر عام 1948، واضطر إلى متابعة ترجمة الأدب والمقالات إلى اللغة الإنجليزية من أجل الحصول على المال. انفصل فيان عن زوجته، وفي عام 1950 قابل أورسولا كوبلر (1928-2010)، راقصة سويسرية. بدأ الاثنان علاقة غرامية، وفي عام 1951 وقد طلق فيان ميشيل. تزوج أورسولا وبوريس في عام 1954.

## روابط خارجية
- بورس فيان على موقع IMDb (الإنجليزية)
- بورس فيان على موقع الموسوعة البريطانية (الإنجليزية)
- بورس فيان على موقع ألو سيني (الفرنسية)
- بورس فيان على موقع ميوزك برينز (الإنجليزية)
- بورس فيان على موقع أول موفي (الإنجليزية)
- بورس فيان على موقع قاعدة بيانات برودواي على الإنترنت (الإنجليزية)
- بورس فيان على موقع قاعدة بيانات الأفلام السويدية (السويدية)
- بورس فيان على موقع إن إن دي بي (الإنجليزية)
- بورس فيان على موقع أول ميوزيك (الإنجليزية)
- بورس فيان على موقع ديسكوغز (الإنجليزية)